# Microthyrium
Microthyrium — рід грибів родини Microthyriaceae. Назва вперше опублікована 1841 року.